# 충주 최씨
충주 최씨(忠州 崔氏)는 충청북도 충주시를 본관으로 하는 한국의 성씨이다.

## 역사
충주 최씨(忠州 崔氏) 시조 최승(崔陞)은 846년(신라 문성왕 8) 병마사(兵馬使)가 되어 도적을 토평하였고, 889년(진성여왕3) 원종·애노의 난을 평정하여 은청광록대부(銀靑光祿大夫)에 올랐다고 한다. 하지만 상계(上系)가 실전되었고 해외에서 병마사가 파견된 기록이 없으며 반란을 평정한 것은 신라 조정군이었기 때문에 가공의 인물로 보인다. 최우청이 고려시대 때 병마부사가 되어 난을 평정하였고 이게 전의되어 잘못 알려진 것이다. 
선계를 고증할 수 없어 호장(戶長) 최공의(崔公義)를 1세로 한다. 최공의의 증손자 최우청(崔遇淸)이 충주의 향리로서 고려 인종 때 문과에 급제하여 명종 때 수사공(守司空)·상서좌복야(尙書左僕射)에 이르렀다.

## 인구
- 2015년 15,705명